# Jacques Laffite
Jacques Laffite, (n. 21 noiembrie 1943) este un fost pilot de Formula 1 francez care a participat în  competițiile acestui sport între anii 1974 și 1986.
1. ↑  Jacques Laffite, Roglo
2. ↑  Autoritatea BnF, accesat în 10 octombrie 2015